# Kalktujamossa
Kalktujamossa (Thuidium recognitum) är en bladmossart som beskrevs av Lindberg 1874. Kalktujamossa ingår i släktet tujamossor, och familjen Thuidiaceae. Arten är reproducerande i Sverige. Inga underarter finns listade i Catalogue of Life.